# Cochlospermum angolense
Cochlospermum angolense är en tvåhjärtbladig växtart som beskrevs av Friedrich Welwitsch och Daniel Oliver. Cochlospermum angolense ingår i släktet Cochlospermum och familjen Cochlospermaceae. Inga underarter finns listade i Catalogue of Life.